# Župnija Preserje
Župnija Preserje je rimskokatoliška teritorialna župnija dekanije Vrhnika nadškofije Ljubljana.

## Zgodovina
Ozemlje današnje župnije je v zgodovini pripadalo različnim strukturam: do leta 1751 jo spadala pod Patriarhat Oglej, nato do leta 1787 pod Nadškofijo Gorica, takrat pa je bila dodeljena Škofiji Ljubljana.
Sprva je bilo ozemlje del župnije Cerknice, toda v drugi polovici 13. stoletja so tu ustanovili samostojni vikariat (prvič omenjen leta 1270). Vikariat je bil podrejen kartuzijanskemu samostanu Bistra. V prelomu 18. stoletja je bil vikariat povzdignjen v župnijo. Od župnije sta se nato ločili: župnija Rakitna (1766) in župnija Borovnica (1858).

## Cerkve
- cerkev svete Ane, Jezero
- cerkev svetega Florjana, Kamnik pod Krimom
- cerkev svetega Jožefa, Preserje pod Krimom
- cerkev svetega Lovrenca, Jezero
- cerkev svetega Tomaža, Planinca
- cerkev svetega Vida, Preserje - župnijska cerkev
- cerkev Žalostne Matere Božje, Prevalje pod Krimom (Žalostna gora) - romarska cerkev

### Farne spominske plošče
V župniji so postavljene Farne spominske plošče, na katerih so imena vaščanov iz okoliških vasi (Gornja in Dolnja Brezovica, Goričica, Jezero, Kamnik pod Krimom, Podpeč, Preserje in Prevalje pod Krimom) ker so bili na okupatorjevi strani v letih 1942-1945 in bili s strani nove oblasti likvidirani. Skupno je na ploščah 77 imen.